# Receptor slobodnih masnih kiselina 3
Receptor slobodnih masnih kiselina 3 (FFA3) je G protein spregnuti receptor koji je kod ljudi kodiran FFAR3 genom.

## Literatura
- Brown AJ, Jupe S, Briscoe CP (2005). „A family of fatty acid binding receptors.”. DNA Cell Biol. 24 (1): 54—61. PMID 15684720. doi:10.1089/dna.2005.24.54.
- Strausberg RL; Feingold EA; Grouse LH;  . (2003). „Generation and initial analysis of more than 15,000 full-length human and mouse cDNA sequences.”. Proc. Natl. Acad. Sci. U.S.A. 99 (26): 16899—903. PMC 139241 . PMID 12477932. doi:10.1073/pnas.242603899.
- Brown AJ; Goldsworthy SM; Barnes AA;  . (2003). „The Orphan G protein-coupled receptors GPR41 and GPR43 are activated by propionate and other short chain carboxylic acids.”. J. Biol. Chem. 278 (13): 11312—9. PMID 12496283. doi:10.1074/jbc.M211609200.
- Le Poul E; Loison C; Struyf S;  . (2003). „Functional characterization of human receptors for short chain fatty acids and their role in polymorphonuclear cell activation.”. J. Biol. Chem. 278 (28): 25481—9. PMID 12711604. doi:10.1074/jbc.M301403200.
- Xiong Y; Miyamoto N; Shibata K;  . (2004). „Short-chain fatty acids stimulate leptin production in adipocytes through the G protein-coupled receptor GPR41.”. Proc. Natl. Acad. Sci. U.S.A. 101 (4): 1045—50. PMC 327148 . PMID 14722361. doi:10.1073/pnas.2637002100.
- Gerhard DS; Wagner L; Feingold EA;  . (2004). „The status, quality, and expansion of the NIH full-length cDNA project: the Mammalian Gene Collection (MGC).”. Genome Res. 14 (10B): 2121—7. PMC 528928 . PMID 15489334. doi:10.1101/gr.2596504.
- Yonezawa T, Kobayashi Y, Obara Y (2007). „Short-chain fatty acids induce acute phosphorylation of the p38 mitogen-activated protein kinase/heat shock protein 27 pathway via GPR43 in the MCF-7 human breast cancer cell line.”. Cell. Signal. 19 (1): 185—93. PMID 16887331. doi:10.1016/j.cellsig.2006.06.004.